# エヴリバディ・ライクス・サム・カインド・オブ・ミュージック
『エヴリバティ・ライクス・サム・カインド・オブ・ミュージック』（Everybody Likes Some Kind of Music）は、ビリー・プレストンが1973年に発表したスタジオ・アルバム。

## 解説
トリプル・キーボード編成でレコーディングされた。ボブ・ディランの楽曲「イッツ・オールライト・マ」（1965年のアルバム『ブリンギング・イット・オール・バック・ホーム』に収録）のカヴァーを取り上げている。
本作はBillboard 200では52位に達し、『ビルボード』誌のR&Bアルバム・チャートでは自己最高の3位を記録した。本作からは、「スペース・レース」（全米4位・R&Bチャート1位）、「ユーアー・ソー・ユニーク」（全米48位・R&Bチャート11位）がシングル・ヒットした。

## 収録曲
特記なき楽曲はビリー・プレストンとブルース・フィッシャーの共作。
Side 1
1. エヴリバディ・ライクス・サム・カインド・オブ・ミュージック - Everybody Likes Some Kind of Music (Billy Preston) - 1:09
2. ユーアー・ソー・ユニーク - You're So Unique (B. Preston) - 3:20
3. ザ・トレイン・ビーン・ゴーン - How Long Has the Train Been Gone - 2:30
4. マイ・ソウル・イズ・ア・ウィットネス - My Soul Is a Witness (B. Preston, Joe Greene) - 2:53
5. サンデイ・モーニング - Sunday Morning - 1:45
6. ユーヴ・ゴット・ミー・フォー・カンパニー - You've Got Me for Company - 2:14
7. リッスン・トゥ・ザ・ウィンド - Listen to the Wind - 3:15

Side 2
1. エヴリバディ・ライクス・サム・カインド・オブ・ミュージック（リプライズ） - Everybody Likes Some Kind of Music (reprise) (B. Preston) - 0:18
2. スペース・レース - Space Race (B. Preston) - 3:30
3. ドゥ・ユー・ラヴ・ミー? - Do You Love Me? - 2:59
4. アイム・ソー・タイアード - I'm So Tired - 4:29
5. イッツ・オールライト・マ - It's Alright Ma (I'm Only Bleeding) (Bob Dylan) - 3:51
6. メヌエット・フォー・ミー - Minuet for Me (B. Preston) - 2:12

## 参加ミュージシャン
- ビリー・プレストン - ボーカル、キーボード、エレクトリックベース
- デイヴィッド・T・ウォーカー - ギター
- ヒューバート・ハード - キーボード
- ケネス・ルッパー - キーボード
- Manuel Kellough - ドラムス
- デニス・コーテス - バンジョー
- ポール・ライザー - ストリングス・アレンジ、ホーン・アレンジ
- クラレンス・マクドナルド - アレンジ(on 4.)
- Church of Divine Guidance Youth Choir - バッキング・ボーカル